# Bienvenue chez les Ch'tis
Bienvenue chez les Ch'tis is een Franse film uit 2008 geregisseerd door Dany Boon. De hoofdrollen worden vertolkt door Kad Merad en Dany Boon.

## Verhaal
Philippe Abrams werkt als directeur van een postkantoor in Salon-de-Provence en is getrouwd met Julie die graag naar de Côte d'Azur wil verhuizen. Philippe stelt zich kandidaat voor overplaatsing en vermeldt op het formulier ten onrechte dat hij invalide is om meer kans te maken. Hij valt door de mand en wordt gestraft. Als straf moet hij twee jaar naar Bergues, in het noorden van Frankrijk. In de rest van Frankrijk leven veel vooroordelen over deze streek. Het weer in le Nord zou erbarmelijk zijn, het frietkot zou centraal staan in de eetgewoonten, de bewoners zouden arm, dom en vrijwel zonder uitzondering alcoholisten zijn. Philippe ontdekt echter al snel dat het er niet zo slecht is als hij dacht.

## Rolverdeling
- Kad Merad - Philippe Abrams
- Dany Boon - Antoine Bailleul
- Zoé Félix - Julie Abrams
- Anne Marivin - Annabelle Deconninck
- Line Renaud - De moeder van Antoine
- Philippe Duquesne - Fabrice Canoli
- Guy Lecluyse - Yann Vandernout
- Stéphane Freiss - Jean Sabrier
- Lorenzo Ausilia-Foret - Raphaël Abrams
- Michel Galabru - De oom van Julie

## Prijzen en nominaties
- 2010 - Goya Awards: Genomineerd voor beste Europese film (Mejor Película Europea)
- 2009 - César: Genomineerd voor beste scenario
- 2008 - Audience Award: Genomineerd voor beste film

## Trivia
- In werkelijkheid zijn de inwoners van Bergues (Sint-Winoksbergen) geen Ch'tis, maar Frans-Vlamingen, en spreken ze van oorsprong geen noordelijk Picardisch, maar een West-Vlaams Nederlands dialect.
- Bienvenue chez les Ch'tis trok in Frankrijk meer dan 20 miljoen bezoekers. Hij is daarmee de Franse film met de meeste bezoekers, aldus het record van de meer dan 40 jaar oude film La Grande Vadrouille verbrekend.
- De film heeft le Nord als vakantiebestemming op de kaart van de Fransen gezet. Ook de vraag naar de lokale stinkkaas, maroilles is explosief toegenomen.[1]
- Er zijn een aantal "remakes" gemaakt, waaronder een Nederlandse. De film Weg van Jou vertelt het verhaal van Rotterdamse Evi die door haar bedrijf wordt overgeplaatst van Rotterdam naar Zeeuws-Vlaanderen.